# Boys Do Cry
Boys Do Cry (titulado Los chicos sí lloran en España y Los muchachos sí lloran en Hispanoamérica) es el decimoquinto episodio de la quinta temporada de la serie Padre de familia emitido el 29 de abril de 2007 a través de FOX. El episodio está escrito por Cherry Chevapravatdumrong y dirigido por Brian Iles.
El capítulo obtuvo críticas dispares por parte de la crítica respecto al argumento y a las referencias culturales. Según la cuota de pantalla Nielsen el episodio fue visto por 8,13 millones de televidentes. Como artistas invitados prestan sus voces a sus respectivos personajes: Drew Barrymore, Bill Engvall, Gilbert Gottfried y Camilla Stull.
Lois, tras conseguir trabajo como organista en la iglesia, obliga a su familia a asistir al criticarles su "bajeza moral". Más tarde, al ver Stewie al monaguillo durante la eucaristía, bebe el vino y se come las hostias para vomitarlas después de sentarles mal. Gesto que interpretan los feligreses y los vecinos de Quahog como una señal del anticristo, por lo que los Griffin se ven forzados a marcharse a Texas cuando el reverendo pretende exorcizar a Stewie.

## Argumento
Lois acepta un trabajo como organista en la iglesia del pueblo, momento que aprovecha para reflexionar sobre la "importancia" de la iglesia en cuestiones morales para la familia, a los que obliga a asistir a las misas. Casualmente, en el primer domingo, Stewie confunde las hostias y el vino durante la eucaristía por simples galletas y ponche. Fruto de la indigestión por tomárselas de golpe, vomita ante la mirada perpleja por parte de los fieles, los cuales empiezan a pensar que Stewie puede estar poseído. Sin embargo, la sorpresa resulta ser mayor para Lois cuando ve al párroco acompañado por una turba con la intención de exorcizar a su hijo. Finalmente consiguen escapar del tumulto y se dirigen a Texas, dónde reside su hermana mientras ésta pasa su enésima luna de miel.
Una vez instalados en su nuevo hogar, la familia no tarda en encajar salvo Brian por tener que vivir en un estado de carácter ultraconservador, en cuanto a los demás: Peter consigue trabajo como cowboy mientras que Chris y Meg se cuelan en el Rancho Crawford del Presidente George W. Bush con el plan de robarle sus calzoncillos para ser admitidos en el Club de Jóvenes Republicanos de Texas. Por otro lado, Lois apunta a Stewie al concurso de Miss Texas Infantil aprovechando que viste como una niña para proteger su identidad (a partir de ese momento empezara a llamarse "Stephanie Griffin".
A medida que pasa el tiempo, Lois parece olvidarse de Quahog hasta que en la televisión anuncian que han cancelado la búsqueda de Stewie, por lo que cree que es la hora de volver a casa, no obstante recula en el último momento y decide ocultarle la verdad con la esperanza de fortalecer la moral a los suyos aprovechando el ambiente tradicionalista de Texas. Sin embargo, los planes de Lois se vienen abajo cuando Brian se entera después de recibir una llamada de Gillian para que vuelva. Aun así, la mujer insiste en quedarse a vivir en una comunidad [según ella] con principios sin saber lo que puede pasar tanto con Stephanie (i.e. Stewie) como con Peter, al cual sus compañeros de trabajo deciden ejecutarle tras revelar padecer discapacidad intelectual hasta que es rescatado por su caballo, el cual resulta ser Gilbert Gottfried. Por otro lado Stewie consigue hacerse con el concurso de Miss Texas Infantil, sin embargo, la emoción ante los aplausos del público le juega una mala pasada cuando se le cae la peluca al reverenciarse ante la mirada atónita de los presentes. Finalmente, Lois junto a sus otros hijos y Brian llegan al escenario para protegerle ante el más que posible linchamiento hasta que Peter irrumpe en el escenario con el caballo y salva a la familia.
Tras volver a Quahog, Lois admite aliviada que aun a pesar de querer inculcar principios a la familia, estos vienen de dentro de cada uno, opinión que comparte Peter.

## Producción
El episodio fue escrito por Cherry Chevapravatdumrong y dirigido por Brian Iles siendo este uno de sus primeros capítulos para la serie. Peter Shin y James Purdum trabajaron como supervisores de dirección mientras que Chevapravatdumrong estuvo al frente del equipo de guionistas junto a Patrick Meighan.
El capítulo está incluido dentro de la quinta edición del DVD en el que además de los audiocomentarios del equipo técnico, aparecen escenas eliminadas e indultadas (que no se emitieron en televisión).
Una de las artistas invitadas fue Camilla Stull, una niña enferma de leucemia que dijo gustarle Padre de familia, por lo que los productores le dieron la oportunidad de prestar su voz a uno de los personajes: una de las concursantes de Miss Texas Infantil. Stull falleció a los 12 años, pero quedó "inmortalizada" de este modo. Aparte de la joven, también colaboraron en el episodio los actores: Drew Barrymore y Gilbert Gottfried.

## Referencias culturales

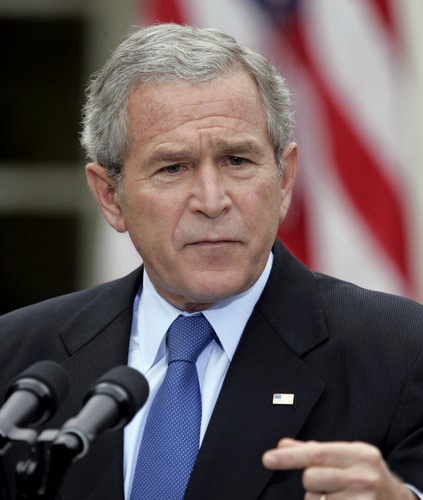
El expresidente George W. Bush aparece referenciado y parodiado en el episodio